# Щербань, Михаил Фёдорович
Михаил Федорович Щербань (1905, Кролевец — 28 августа 1976, Днепропетровск) — украинский советский партийный деятель, 1-й секретарь Днепропетровского горкома КПУ, секретарь Днепропетровского обкома КПУ. Кандидат в члены ЦК КПУ в сентябре 1952 — марте 1954 г.

## Биография
Родился в семье рабочего.
Трудовую деятельность начал в 1917 году в городе Петрограде. Затем работал рабочим Екатеринославского чугунолитейного завода и на железной дороге.
Член РКП(б) с 1924 года.
В 1924—1926 годах — секретарь комитета комсомола Екатеринославского завода имени Ленина; заведующий отделом Кайдацкого районного комитета комсомола на Екатеринославщине.
В 1926—1932 годах — на различных инженерно-технических должностях на Днепропетровском трубопрокатном заводе имени Ленина и металлургическом заводе имени Петровского.
В 1932—1934 годах — инструктор, заведующий промышленного сектора Днепропетровского областного комитета КП(б)У.
В 1937 году окончил Днепропетровский металлургический институт.
В 1937—1939 годах — мастер, начальник цеха Днепропетровского трубопрокатного завода имени Ленина.
В 1939—1941 годах — главный инженер, директор Мариупольского трубопрокатного завода имени Куйбышева Сталинской области.
Во время Великой Отечественной войны вместе с заводом в 1941 году был эвакуирован в город Челябинск. В 1942—1944 годах — первый директор Челябинского трубопрокатного завода (ЧТПЗ).
В 1944—1947 годах — заместитель директора Днепропетровского трубопрокатного завода имени Ленина.
В 1947—1952 годах — партийный организатор ЦК ВКП(б) Днепропетровского металлургического завода имени Петровского.
В июне 1952 — декабре 1953 г. — 1-й секретарь Днепропетровского городского комитета КПУ.
В 1954—1955 годах — заведующий промышленного отдела Днепропетровского областного комитета КПУ.
В 1955—1960 годах — секретарь Днепропетровского областного комитета КПУ по вопросам промышленности.
После выхода на пенсии работал старшим научным сотрудником и руководителем сектора Всесоюзного научно-исследовательского и конструкторско-технологического института трубной промышленности в Днепропетровске.
Скончался 28 августа 1976 года. Похоронен на Запорожском кладбище города Днепра.

## Награды
- орден Трудового Красного Знамени
- два ордена Знак Почета (23.01.1948)
- орден Октябрьской Революции
- шесть медалей